# Dracula papillosa
Dracula papillosa är en orkidéart som beskrevs av Carlyle August Luer och Dodson. Dracula papillosa ingår i släktet Dracula och familjen orkidéer. Inga underarter finns listade i Catalogue of Life.